# Weligton
Weligton Robson Pena de Oliveira (n. 26 august 1979, Fernandópolis, Brazilia), cunoscut ca Weligton Oliveira sau simplu Weligton este un fotbalist brazilian.